# 113. østlige længdekreds
Den 113. østlige længdekreds (eller 113 grader østlig længde) er en længdekreds, der ligger 113 grader øst for nulmeridianen. Den løber gennem Ishavet, Asien, det Indiske Ocean, Australasien, det Sydlige Ishav og Antarktis.